# پرتویل (آلاباما)
پرتویل (به انگلیسی: Prattville) شهری در شهرستان اوتوگا ایالت آلاباما است که مساحت آن ۸۷٫۴۱ کیلومتر مربع است و در سرشماری سال ۲۰۱۰ میلادی، ۳۳٬۹۶۰ نفر جمعیت داشته و تراکم جمعیتی آن، ۳۸۸٫۵۱ نفر در هر کیلومتر مربع بوده است.

## نگارخانه

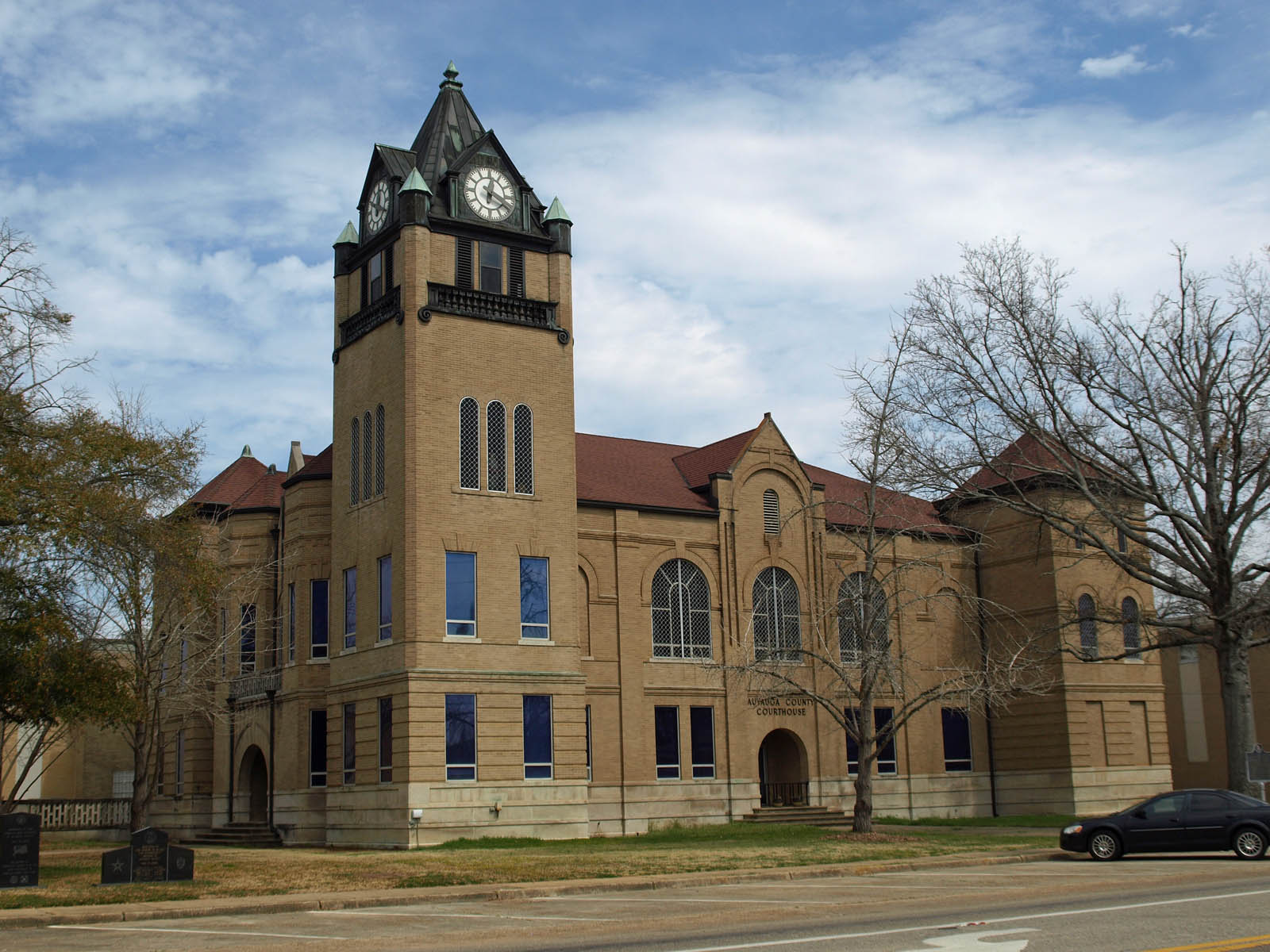
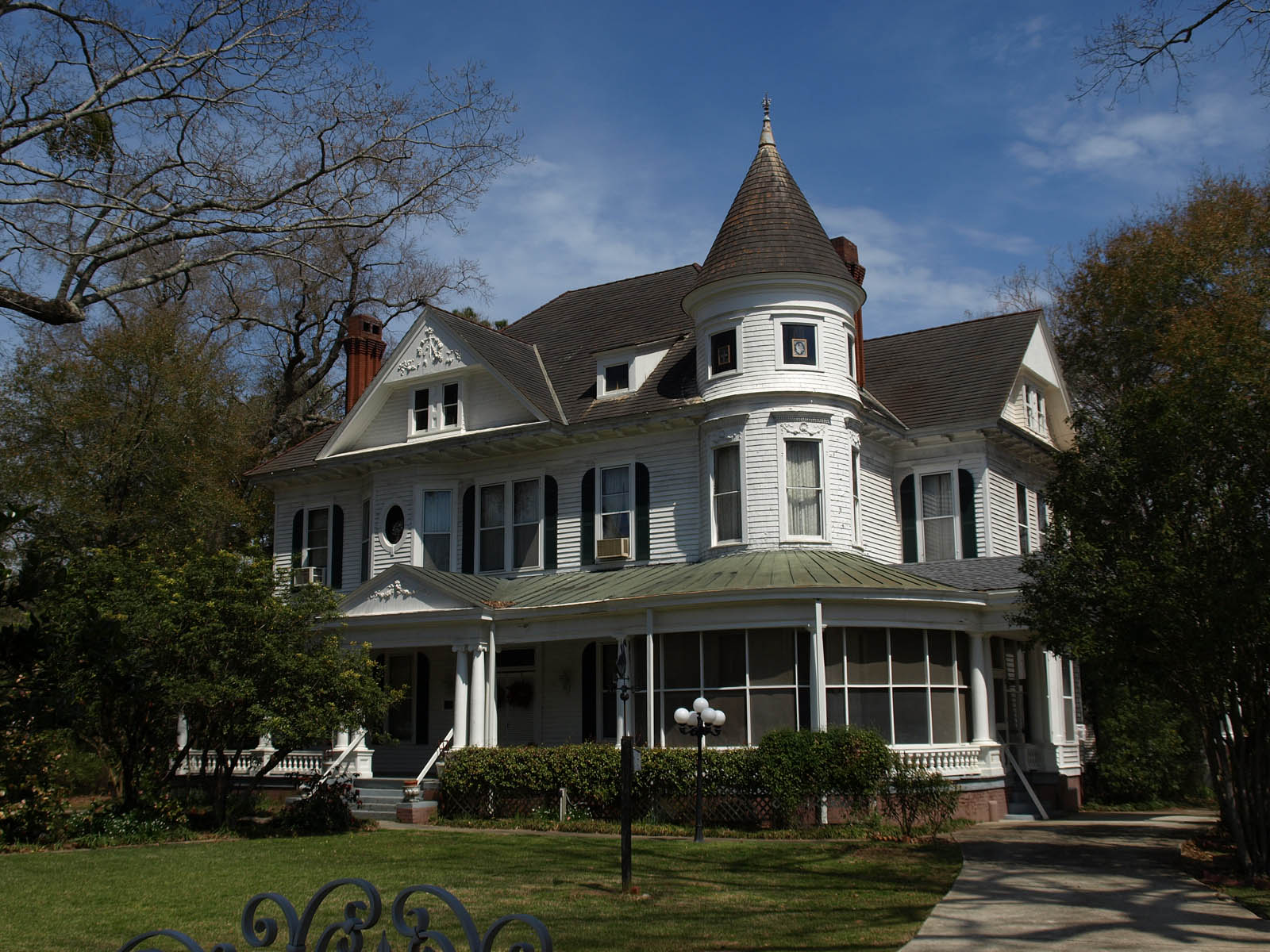
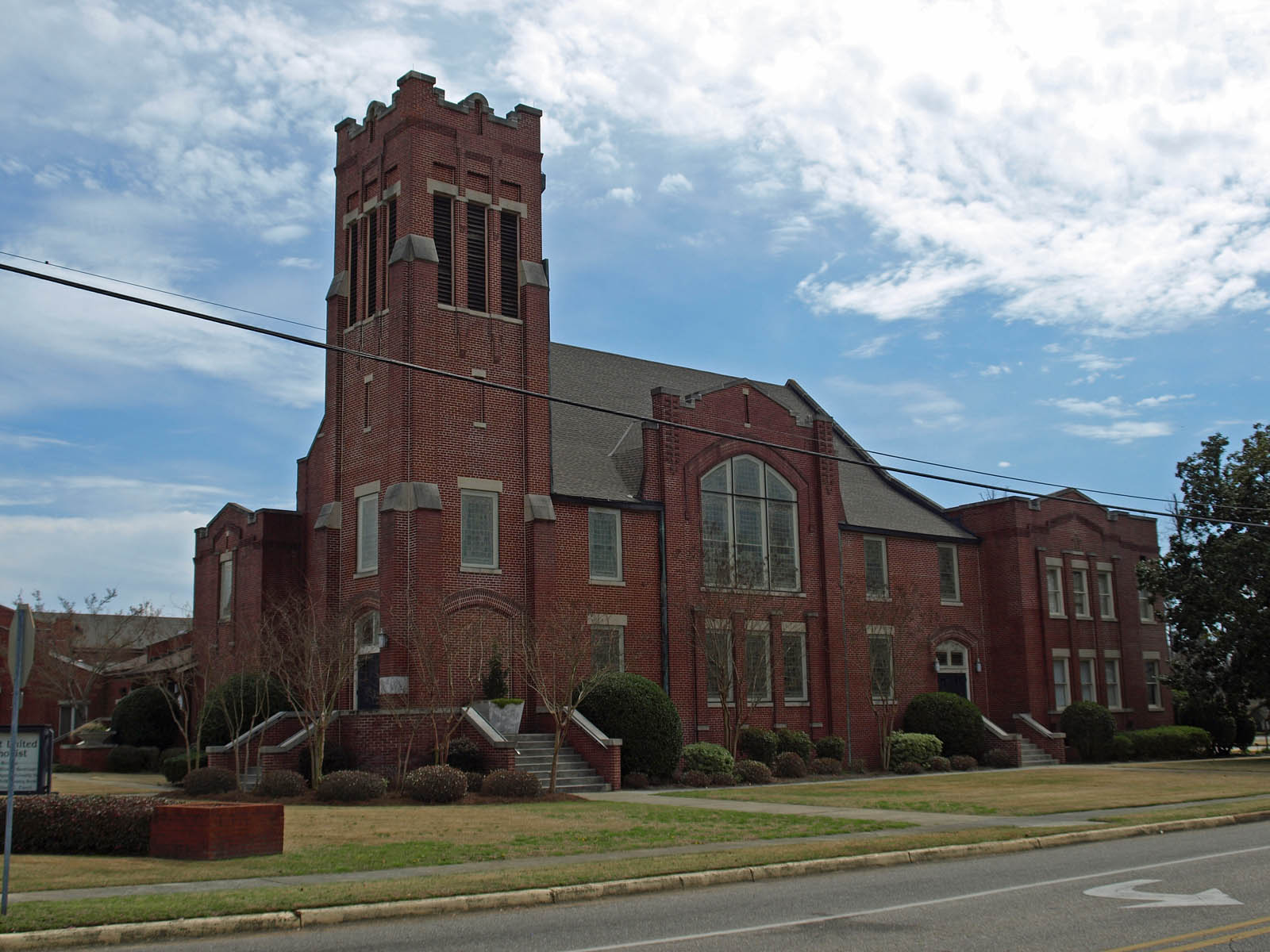